# 조형식
조형식(1982년 7월 9일 ~ )은 SK 와이번스의 전 야구선수다. 2001년 SK에 지명받아 입단했으며 2002년 데뷔전을 치렀다. 중간계투로 뛰었으며 2005년 2점대 평균자책점으로 가능성을 보여주기도 했다. 그러나 2006년 부진하며 2007년 방출되었다.

## 기록
- 2002년: 2경기 3이닝 ERA 12.00
- 2005년: 16경기 17.2이닝 ERA 2.55
- 2006년: 7경기 6.1이닝 1패 ERA 5.68

## 같이 보기
- 2002년 SK 와이번스 시즌
- 2005년 SK 와이번스 시즌
- 2006년 SK 와이번스 시즌